# الحمادية
 الحمادية من أهم مدن لدائرة الحمادية وذلك لاحتوائها على أكبر مشتلة على المستوى الإقليمي والثانية قاريا تقع جنوب ولاية برج بوعريريج ب 10 كم وعن بلدية الرابطة المشهورة بشلال الرائع والمدرستين العريقتين عيسى لرقط وسعدي علي وتشتهر أيضا بمقام الشهيد المخلد لشهداءها الابرار بـ 3كم وتضم كذلك عدة بلديات ودوائر نذكر منها العش والقصور.
ينشط على المستوى الرياضي فريق j.s.o.k وهو الترجمة الحرفية للعبارة «الشباب الرياضي اولاد خلوف» JEUNES SPORTIVES OULED KHLOUF
ببلدية الحمادية عدة مرافق نذكر منها :
- مدرسة أحمد معوش
- مدرسة الشهداء الخمسة
- مدرسة مبارك بوبكر
- مدرسة دشاش لعجيلي
- وإكماليتان : الشهداء العشرة وصاهد محمد
- وثانويتان : الثانوية الجديدة وثانوية صاهد مبارك
- المشتلة الكبري
- الزاوية القرانية